# Barichneumon bactricus
Barichneumon bactricus är en stekelart som först beskrevs av Heinrich Habermehl 1920.
Barichneumon bactricus ingår i släktet Barichneumon och familjen brokparasitsteklar. Inga underarter finns listade.